# Zygmunt Alfus
Zygmunt Alfus, właśc. Szymon Alfus (ur. 3 lutego 1901 w Krakowie, zm. 11 lutego 1957 w Katowicach) – polski piłkarz żydowskiego pochodzenia, zawodnik krakowskich klubów, sędzia i działacz sportowy. Z zawodu był rzemieślnikiem, wykonywał też zawody urzędnika, dziennikarza i przedsiębiorcy.

## Życiorys
Występował w Cracovii jako prawoskrzydłowy napastnik (trzy spotkania w finałach MP 1922), Jutrzence, Jehudzie i Makkabi do 1926.
Przed II wojną światową był działaczem Hakoahu Bielsko, a po wojnie Śląskiego Związku Piłki Nożnej (Śl. ZPN) w Katowicach (m.in. kapitanem okręgowym).
W zarządzie Polskiego Związku Piłki Nożnej (PZPN) pełnił kolejno funkcję zastępcy sekretarza i kapitana związkowego (pierwszy w polskim futbolu selekcjoner z prawdziwego zdarzenia) do 1 października 1948. W tym czasie ustalał też w pięciu meczach skład reprezentacji.
Jego dymisja ze stanowiska kapitana związkowego PZPN-u nie była bezpośrednio związana z wynikami sportowymi reprezentacji, lecz z rozgrywkami politycznymi w PZPN-ie i polskim sporcie na różnych szczeblach.
Po 1945 piastował też w Katowicach stanowisko przewodniczącego Miejskiej Rady Narodowej, a w 1956 aktywnie przyczynił się do reaktywacji Śląskiego ZPN.

## Ordery i odznaczenia
- Złoty Krzyż Zasługi (18 stycznia 1946)[1]